# Bethesda (stanice metra ve Washingtonu)
Bethesda je stanice washingtonského metra.
Stanice se nachází na červené lince, je první stanicí hranicí vlastního Distriktu Columbia, která byla v síti metra postavena. Stanice je sedmá od severovýchodního konce trasy a slouží stejnojmennému předměstí ve státu Maryland pro jeho spojení s metropolí. Stanice je jednolodní s ostrovními nástupišti a velmi hluboko pod povrchem (má jedny z nejdelších eskalátorů v celé síti). Otevřena byla 25. srpna roku 1984.